# 中島優子
中島 優子（なかじま ゆうこ、1964年11月19日 - ）は、関西テレビ総務局人事部所属の社員、元アナウンサー。薬剤師免許所持。

## 来歴・人物
大阪府大阪市出身。大阪府立高津高等学校を経て、京都薬科大学卒業後、1988年に関西テレビ入社。同期入社のアナウンサーは関純子。
主に情報・報道番組を担当。2002年4月に京都チャンネルの『京都最新情報』（→『京都!ちゃちゃちゃっ』）の司会となってからは、関西テレビの番組には出演しなくなった。
2006年7月、人事異動に伴い、アナウンス部を離れた。

## 出演番組

### 関西テレビ
- アタック600
- アタック ザ・ヒューマン
- FNNスーパーニュースKANSAI ほか

### 京都チャンネル
- 京風流 - ナレーション担当

#### 京都チャンネル・KBS京都
- 京都最新情報（2002年4月 - 2004年3月）司会として。その前に金曜日担当。
- 京都!ちゃちゃちゃっ（2004年4月 - 2006年3月）メインパーソナリティ（司会）月曜日から金曜日